# Episodi di Royal Pains (seconda stagione)
La seconda stagione della serie televisiva Royal Pains, composta da diciotto episodi, è stata trasmessa in prima visione negli Stati Uniti d'America dalla TV via cavo USA Network dal 3 giugno 2010 al 24 febbraio 2011; la prima parte, formata da 12 episodi, è stata trasmessa fino al 26 agosto 2010, mentre i restanti 6 episodi sono stati trasmessi a partire dal 20 gennaio 2011.
In Italia la stagione è stata trasmessa in prima visione sul digitale terrestre dal canale pay Joi dal 10 settembre 2010 al 6 maggio 2011; i primi 12 episodi sono stati trasmessi fino al 26 novembre 2010, mentre i restati 6 episodi sono stati trasmessi a partire dal 22 aprile 2011. In chiaro è invece stata trasmessa da Italia 1 dal 5 giugno al 21 agosto 2011.
| nº | Titolo originale                    | Titolo italiano               | Prima TV USA     | Prima TV Italia   |
| -- | ----------------------------------- | ----------------------------- | ---------------- | ----------------- |
| 1  | Spasticity                          | Il seme della pazzia          | 3 giugno 2010    | 10 settembre 2010 |
| 2  | Lovesick                            | Mal d'amore                   | 10 giugno 2010   | 17 settembre 2010 |
| 3  | Keeping the Faith                   | Continuando ad avere fede     | 17 giugno 2010   | 24 settembre 2010 |
| 4  | Medusa                              | Medusa                        | 24 giugno 2010   | 1º ottobre 2010   |
| 5  | Mano a Mano                         | Mano a mano                   | 1º luglio 2010   | 8 ottobre 2010    |
| 6  | In Vino Veritas                     | In vino veritas               | 15 luglio 2010   | 15 ottobre 2010   |
| 7  | Comfort's Overrated                 | Comodità sopravvalutate       | 22 luglio 2010   | 22 ottobre 2010   |
| 8  | The Hankover                        | Addio al celibato             | 29 luglio 2010   | 29 ottobre 2010   |
| 9  | Frenemies                           | Amici-nemici                  | 5 agosto 2010    | 5 novembre 2010   |
| 10 | Whole Lotto Love                    | La maledizione della lotteria | 12 agosto 2010   | 12 novembre 2010  |
| 11 | Big Whoops                          | Il grande urlo                | 19 agosto 2010   | 19 novembre 2010  |
| 12 | Open Up Your Yenta Mouth and Say Ah | Attacchi di panico            | 26 agosto 2010   | 26 novembre 2010  |
| 13 | Mulligan                            | Mulligan                      | 20 gennaio 2011  | 22 aprile 2011    |
| 14 | Pit Stop                            | Pit stop                      | 27 gennaio 2011  | 22 aprile 2011    |
| 15 | A History of Violins                | Una storia di violini         | 3 febbraio 2011  | 29 aprile 2011    |
| 16 | Astraphobia                         | Colpo di fulmine              | 10 febbraio 2011 | 29 aprile 2011    |
| 17 | Fight or Flight                     | Sette giorni su sette         | 17 febbraio 2011 | 6 maggio 2011     |
| 18 | Listen to the Music                 | Un giro di tango              | 24 febbraio 2011 | 6 maggio 2011     |

## Il seme della pazzia
- Titolo originale: Spasticity
- Scritto da: Andrew Lenchewski
- Diretto da: Constantine Makris

### Trama
Dopo aver scoperto la truffa fatta ai loro danni dal padre, Hank raggiunge Evan a New York dove il ragazzo sta aspettando il padre che gli ha detto di essere andato in banca per ritirare i loro soldi. Intanto negli Hampton Divya, spiazzata dall'assenza di Hank, si trova a combattere con un Boris furioso per il mancato appuntamento con Hank e con un paziente, apparentemente colpito da ansia, che non riesce a dormire. All'ospedale invece, Jill deve fronteggiare un arrogante superiore che mette in dubbio le sue capacità di medico e di amministratore. Intanto a New York, Hank cerca di convincere Evan che il padre non tornerà, ma, non riuscendo a smuoverlo dalla sua posizione, se ne torna a casa da solo. Hank deve cercare di chiarire con Boris, il quale è scontento dell'operato del suo medico che però cerca di farsi perdonare. Tornato al lavoro con Divya, Hank sta controllando il loro conto in banca, quando ecco che torna Evan che con la sua solita allegria, rincuora il fratello e Divya sul fatto che le cose torneranno come prima. Poco dopo, una telefonata dal paziente di Divya porta i tre ad andare a casa dell'uomo: quest'ultimo, mentre provava a disfarsi della panic room di suo padre, è rimasto appeso al soffitto, stirandosi la schiena. Dopo aver dato un'occhiata in giro, Hank nota dei farmaci e delle attrezzature che potrebbero far comodo all'ospedale così, poco dopo, va da Jill per comunicarle la cosa e, in tutta risposta, la donna lo informa di aver definitivamente divorziato con Charlie. Hank e Jill tornano a casa dell'uomo che questa volta, sempre con l'intenzione di disfarsi della stanza, si è sparato un chiodo nella mano, costringendo nuovamente Hank a ribadirgli di non dover lavorare in quanto sotto l'effetto di farmaci potenti. L'indomani, Evan e Divya hanno un'intensa chiacchierata che porta entrambi ad aprirsi riguardo ai loro problemi, mentre Hank va da Boris per comunicargli che ha studiato tutto il quadro generale della sua famiglia e che vorrebbe aiutarlo, essere il suo "quarterback", cosa che incuriosisce Boris, che però non dà una risposta definitiva. Tornato di nuovo in casa, Hank, Divya ed Evan ricevono una nuova telefonata dal loro paziente. Corsi subito da lui, lo trovano in condizioni disastrose: l'uomo è rimasto incastrato nella porta scorrevole della panic room. Comincia così una corsa contro il tempo che vede coinvolti, oltre loro tre, anche i paramedici e Jill. Quest'ultima, chiamata da Hank, abbandona la riunione indetta per il suo comportamento dalla sua superiore e corre a dare una mano ad Hank. Una volta liberato l'uomo, corrono in ospedale dove fortunatamente riescono a salvarlo. Dai risultati delle analisi, risulta che i problemi accusati dall'uomo non erano dovuti né alla pazzia né alla stanchezza, bensì da avvelenamento da mercurio. Tornati a casa dopo una giornata ricca di emozioni, Hank riceve il consenso di Boris ad aiutarlo, mentre Evan decide di vendere la sua macchina. Rientrato in casa, trovano al loro tavolo di biliardo il padre. Non appena quest'ultimo li saluta, Hank lo colpisce con un pugno.
- Guest star: Campbell Scott (Boris Kuester von Jurgens-Ratenicz), Kyle Bornheimer (Spencer Fisher), Marcia Gay Harden (Dr. Elizabeth Blair), Henry Winkler (Eddie R. Lawson).

## Mal d'amore
- Titolo originale: Lovesick
- Scritto da: Michael Rauch
- Diretto da: Allison Liddi-Brown

### Trama
Dopo aver colpito il padre, Hank vorrebbe mandarlo via, ma Evan dice di farlo rimanere viste le condizioni di quest'ultimo. L'indomani, l'uomo ha lasciato la casa e i due fratelli si recano a casa della signora Newberg la quale ha organizzato una festa per il ritorno della figliastra Blake. Arrivati, Hank incontra Jill e conosce Blake, la quale si è fidanzata con un istruttore di yoga, Jemie, trovando però contraria la signora Newberg. Jill, Evan e Hank stanno parlando tra loro quando Jamie arriva di corsa per chiedere il loro aiuto: Blake ha avuto un attacco respiratorio. Lasciata la festa, Jill aiutata da Hank, Evan e Divya, allestisce un mercatino per vendere tutte le cose di Charlie. Durante la vendita, Evan vede una bella donna che sta vendendo dei prodotti di pelle fatte da lei e compra due cinte. Mentre però sta provando a chiedere di uscire alla donna, si avvicina il marito, un agente di polizia fisicamente il doppio di Evan. Mentre stanno tornando a casa, Hank ed Evan vengono fermati da un'auto della polizia: è il marito della donna che però vuole solo chiedere un parere medico ad Hank per un rash cutaneo. Tornati a casa, Eddie R., loro padre, è ancora lì e ha portato ai fratelli una parte dei loro soldi: Evan è felice della cosa mentre Hank è totalmente in disaccordo con il suo comportamento tanto che il padre decide di andarsene. L'indomani, dopo aver fatto le analisi all'agente, Hank viene chiamato da Jill, la quale gli chiede se può andare da lei perché la sua vicina, nonché moglie dell'agente, ha un rash intimo. Dopo aver fatto le analisi anche a lei, Hank e Divya tornano a casa della signora Newberg, dove Blake sta facendo yoga insieme a Jemie e ad un gruppo di allieve. La ragazza sembra essere in ottima forma, ma confessa ai due dottori di aver preso a volte, delle pasticche e dei calmanti per essere all'altezza di Jemie. Hank e Divya consigliano alla ragazza di indossare una macchinetta per 24ore che monitorizzi il suo battito cardiaco. Mentre stanno tornando a casa, Hank ed Evan vengono chiamati da una donna e, precipitatisi sul luogo, trovano il loro padre chiuso in un'auto, apparentemente morto. Dopo aver sfondato il finestrino però, Eddie R. si sveglia e confessa ai figli di non voler spendere più denaro fino a che non sarà riuscito a restituire tutto ai loro figli. Impietositi dalla scena, Hank ed Evan portano Eddie R. a dormire da loro, ma la cosa non finisce bene. L'indomani, l'agente si reca a casa di Hank per avere i risultati delle analisi e qui incontra Divya. Mentre i due stanno parlando entra furiosa la moglie, pensando che Divya fosse l'amante. Arriva però Hank a spiegare tutto e dice ad entrambi che dalle analisi risulta che entrambi abbiano la sifilide. Infuriati, i due si accusano a vicenda di adulterio e il pomeriggio, mentre Hank è con Jill, i due si separano. Intanto, Divya va a casa da Blake dove i risultati del monitoraggio risultano perfetti. Le due stanno parlando quando Blake riceve un messaggio nel quale Jemie la lascia. Poco dopo, mentre Hank e Jill stanno cedendo alla passione, quest'ultimo viene chiamato da Divya: Blake ha un brutto attacco cardiaco. Arrivato sul posto, Hank costringe la signora Newberg a portare Blake in ospedale. Dagli esami, risulta che la ragazza ha una malformazione cardiaca che non le dà problemi, eccetto questi attacchi se messa sotto stress. Intanto, Evan è al circolo del golf con Eddie R. per trovare nuovi clienti tanto che, la sera quando torna a casa, conferma al fratello e a Divya di avere nuovi clienti grazie al padre e mostra ad Hank l'assegno con tutto il denaro restituito da parte del padre. Divya incontra Raj e gli confessa di voler fare l'amore con lui e di amarlo. L'indomani, Hank ed Evan vengono invitati dalla signora Newberg la quale vuole ringraziarli per quanto fatto per Blake, la quale è tornata in Francia per portare a termine il corso di cucina. La signora Newberg inoltre fa conoscere loro il suo nuovo amore: i due ragazzi rimangono allibiti: Eddie R. è il nuovo compagno della signora Newberg.
- Guest star: Henry Winkler (Eddie R. Lawson), Christine Ebersole (Signora Newberg), Mary Lynn Rajskub (Blake), Ben Yannette (Jamie), Rupak Ginn (Rajan Bandyopadhyay), Mike Colter (Ufficiale Tanner), Marnie Schulenburg (Sherry Tanner).

## Continuando ad avere fede
- Titolo originale: Keeping the Faith
- Scritto da: Jack Bernstein, Michael Rauch
- Diretto da: Dennis Smith

### Trama
Un famoso attore, Donald, si trova negli Hampton per firmare un nuovo contratto con il suo agente quando viene fermato dalla polizia e, durante il controllo, ha un mancamento che viene malinteso dal poliziotto che lo ammanetta. In quel momento, stanno passando Hank ed Evan che scendono dalla loro auto per aiutare Donald che sta soffocando e, una volta aiutato, l'uomo viene assalito da Evan, suo grandissimo fan. Soccorso l'uomo, Evan raggiunge la signora Newberg al ristorante, in quanto vorrebbe metterla in guardia riguardo a suo padre, cosa che si rivela inutile in quanto la donna sa già tutto. Tornato a casa, Hank va da Boris per proporgli un nuovo esame per cercare di capire se nel suo corpo vi è una mutazione, ma, nonostante l'aiuto che il dottore gli sta dando, Boris ancora gli nasconde qualcosa. Poco dopo, a casa Evan e Divya accolgono Donald con la sua agente, Faith la quale, visibilmente molto nervosa e preoccupata, viene portata fuori da Evan per farla rilassare. Tra i due, scocca subito qualcosa che però fa titubare Evan quando scopre che la ragazza è la sorella di Donald. Intanto in casa Hank ha fatto degli accertamenti a Donald per cercare di capire da cosa dipendono i suoi mancamenti. A pranzo, Evan va con Faith in un bel ristorante, dove però nota un comportamento alquanto anomalo nella ragazza. Intanto, Hank va da Donald il quale, mentre sta facendo il caffè, non si accorge che sta bruciandosi. Hank, per fare un esame, si rivolge a Jill che, entusiasta della cosa, prende subito confidenza con l'attore. A casa, Evan sta giocando a tennis con Eddie il quale, durante una pausa, firma una ricevuta per ritirare dei medicinali. Durante una festa cui prendono parte Donald, Faith, Evan ed Hank, Donald ha un mancamento che porta Hank a fare nuovi accertamenti. Tornato a casa, Hank scopre la scorta di medicinali per Boris e, andando a parlare con l'uomo, ha una brutta lite con quest'ultimo a causa di suo padre. Poco dopo, Divya, Hank, Evan e anche Jill si recano a casa di Donald e Faith per un pranzo insieme. Durante i preparativi, Faith confessa ad Evan di aver ricevuto una nuova offerta di lavoro, ma di non avere il coraggio di dirlo al fratello. Poco dopo, mentre tutti stanno a tavola, Donald si accorge che Faith è a terra e subito tutti accorrono: Hank la salva riuscendo ad estrarre ciò che la stava soffocando e risolvendo anche il problema notato da Evan. L'indomani, Hank ha una nuova lite con suo padre, il quale lo informa che lui non se ne andrà. Poco dopo, Hank viene chiamato da Jill e, una volta arrivato a casa di Donald, Hank capisce la causa del malessere dell'attore: l'uomo, indossando una dentiera, deve usare una pasta a base di zinco che, dato l'abuso, l'ha avvelenato. Risolto il caso e salutati Donald e Faith, Hank può finalmente rilassarsi e andare a correre. Mentre sta uscendo di casa però, rischia di essere investito da una ragazza che ha un appuntamento con Boris: all'insaputa di Hank, Boris ha convocato la ragazza per farla diventare il suo nuovo medico a domicilio.
- Guest star: Henry Winkler (Eddie R. Lawson), Campbell Scott (Boris Kuester von Jurgens-Ratenicz), Big Show (Donald Green), Erinn Hayes (Faith Green), Anastasia Griffith (Dr. Emily Peck), Florencia Lozano (The Garbage Collector's Agent), Christine Ebersole (Ms. Newberg).

## Medusa
- Titolo originale: Medusa
- Scritto da: Andrew Lenchewski, Constance M. Burge
- Diretto da: Matthew Penn

### Trama
Hank viene convocato da Boris nella sua residenza in città e, pensando che sia a New York, Evan si fa dare un passaggio con il jet. Non appena atterrano però, i due fratelli si rendono conto di essere arrivati, illegalmente, a Cuba. Intanto Divya rimasta negli Hampton, si trova alle prese con la sostituta di Hank, Emily Pack, che, a sua insaputa, sarà il suo capo. Le due, con un forte astio tra loro, si recano dai vari clienti e Divya nota nella donna un comportamento poco professionale. Intanto, a Cuba, Evan conosce una ragazza canadese, Mindy, con la quale sembra nascere un feeling. Hank invece, conosce la dottoressa che segue Boris a Cuba e dopo aver accertato la qualità della struttura prende in visione il protocollo per provare a guarire Boris. Poco dopo, Hank viene chiamato da Mindy poiché, involontariamente, lo ha colpito in testa. Divya intanto, va da Jill per chiedere informazioni sulla dottoressa, scoprendo che ha un curriculum eccellente. Hank intanto, sconsiglia a Boris di sottoporsi ai vari test e, la sera, esce con Evan per recarsi in un bar dove conoscono tanta gente, tra cui la barista e scoprono che tra Boris e la sua dottoressa c'è qualcosa più di un semplice rapporto tra paziente e dottore. Usciti dal locale però, Mindy chiede aiuto ad Hank per una sua amica che ha una crisi respiratoria. Portata in ospedale, la ragazza verrà assistita e curata sia da Hank sia dallo staff del posto. L'indomani, Hank sta andando a salutare Boris quando lo trova nel bel mezzo di un esame. Infuriato per la cosa, Hank se ne va rimproverando Boris. Intanto Evan è tornato per l'ultima volta al mercato per comprare altri sigari quando, improvvisamente, viene rapito.
- Guest star: Campbell Scott (Boris Kuester von Jurgens-Ratenicz), Anastasia Griffith (Dr. Emily Peck), Peter Jacobson (Alan Ryder), Paola Turbay (Dr. Marissa Caseras), Ana de la Reguera (Carmen), Armando Riesco (Oscar), Julie Ann Emery (Susie), Bonnie Somerville (Mindy).

## Mano a mano
- Titolo originale: Mano a mano
- Scritto da: Carol Flint, Jon Sherman
- Diretto da: Matthew Penn

### Trama
Negli Hampton Divya saluta in malomodo la sostituta di Hank, sapendo che quest'ultimo sta per tornare. In realtà, a Cuba Hank sta aspettando Evan, ignaro del suo rapimento. Evan intanto, spaventato, scopre che in realtà quello non è stato un rapimento, bensì un disperato tentativo per cercare aiuto: infatti a "rapirlo" sono stati il fratello e il cugino della barista in quanto loro zio, ufficialmente morto per Cuba, non può ricevere cure ufficiali. L'uomo, durante il loro solito lavoro, è rimasto incastrato con la mano nel trattore. Evan, spiegando che lui non è il dottore, manda a chiamare Hank che subito si precipita. Hank, arrivato, riesce a liberare la mano dell'uomo ma, quando lo sta per salutare, nota qualcosa di strano che lo porta a fare nuovi accertamenti, sempre di nascosto. Negli Hampton intanto, Divya esce con Jill ritrovando in lei un'ottima amica e, si convince ulteriormente che la sostituta di Hank non è una sua possibile amica e scopre che il suo metodo di lavorare non fa per lei. A Cuba intanto, Hank viene aiutato dalla dottoressa che cura Boris per curare lo zio della barista ma, scopre suo malgrado che Boris ha avuto delle complicanze e interviene repentinamente per salvarlo. Conclusa tutta la vicenda con lo zio e Boris, Hank ed Evan finalmente tornano a casa, dove ad aspettarli c'è Divya. Mentre i tre stanno aggiornandosi a vicenda, entra in casa Emily, che comunica le sue intenzioni di aprire uno studio suo proprio lì negli Hampton.
- Guest star: Campbell Scott (Boris Kuester von Jurgens-Ratenicz), Tony Plana (Marcos), Anastasia Griffith (Dr. Emily Peck), Paola Turbay (Dr. Marissa Caseras), Ana de la Reguera (Carmen), Armando Riesco (Oscar).

## In vino veritas
- Titolo originale: In Vino Veritas
- Diretto da: Michael W. Watkins
- Scritto da: Jessica Ball

### Trama
Tucker saluta Libbie per raggiungere il suo amico d'infanzia Oliver "Ollie". Come loro solito, i due cominciano a sfidarsi alle corse, ma improvvisamente Ollie si addormenta finendo fuori strada. Preoccupato per l'amico, Tucker chiama Hank che subito accorre. Visitato, il ragazzo non sembra avere patologie e alla richiesta del dottore di fare delle analisi il ragazzo si rifiuta. Intanto Divya, dopo essersi insospettita alla vista dell'organizzatrice della festa che sembra essere malata, si vede con Jill mettendo nella testa della donna una possibile gravidanza. Le due si recano quindi a comprare un test che viene preso da Divya che, vista da Evan, passa per la futura mamma. Hank viene invitato poi da Tucker a partecipare alla festa vinicola organizzata dai genitori di Ollie e qui scopre che i due ragazzi hanno nuovamente litigato: preso dalla rabbia, Tucker si è tagliato, rischiando un'emorragia. Alla festa va anche Eddie R. con l'intento, già provato tramite Evan e delle foto ricordo, di riavvicinarsi a suo figlio e di fare nuovi investimenti. Sempre durante la festa, Divya rivela ad Evan di non essere incinta facendo confessare poi al ragazzo il suo dispiacere per il suo prossimo trasferimento a Londra con Raja; poco dopo, i due si trovano a contatto con l'organizzatrice della festa, che ha un malore. Arriva il momento del discorso di Ollie, ma il ragazzo non si trova. Tucker preoccupato va con Hank a cercarlo, quando improvvisamente Hank capisce che il ragazzo non si droga come pensava, bensì è affetto da una patologia. La ricerca conduce al laboratorio per la preparazione del vino, dove Ollie viene trovato, svenuto, in un barile che emana gas. Tucker non esita e si cala nel barile. Grazie all'aiuto di suo padre, Hank riesce a salvare entrambi i ragazzi adattando quel posto come "sala operatoria". Intanto, Divya ed Evan sono andati in ospedale, dove si scopre che il malanno della donna era dovuto ad una gravidanza ancora sconosciuta. Finita l'avventura, Tucker si ritrova a parlare con Hank, confessandogli che il nonno ha diseredato suo padre, lasciando tutto a lui. A casa, Hank ed Evan testano le capacità gustative di quest'ultimo, scoprendo che sono reali e i fratelli si ritrovano uniti più che mai.
- Guest star: Henry Winkler (Eddie R. Lawson), Ezra Miller (Tucker Bryant), Zoe McLellan (Kim), Zachary Booth (Oliver Ambrose), Meredith Hagner (Libby).

## Comodità sopravvalutate
- Titolo originale: Comfort's Overrated
- Diretto da: Ed Fraiman
- Scritto da: Constance M. Burge

### Trama
Jill è con Hank a mangiare qualcosa presso un amico, Mac, e parlare del suo progetto dell'ala dell'ospedale atta ad aiutare i meno ricchi. Poco dopo, Divya e Hank vengono chiamati da Donna, la moglie di Mac, che si è rotta una caviglia. Mentre curano lei, notano che Mac è stato legato al lettino e che, caduto in piscina, rischia di annegare: Hank corre allora in suo aiuto e riesce a salvarlo. Risolta questa questione, Hank si reca con Evan in spiaggia, dove sono stati chiamati da una ragazza, Paige. Giunti sul luogo però, è già arrivata Emily a curare Gram, un uomo molto più grande di Paige che si scopre essere il fidanzato. L'indomani, Gram si ferisce nuovamente, ma questa volta chiama Hank per curarlo, cosa che innervosisce molto Emily. Dopo essersi incontrati, i due decidono di sfidarsi e fare una diagnosi incrociata per Gram. Poco dopo, Divya, intenta con i preparativi per il matrimonio, torna a casa di Donna dove ha lasciato il suo anello e qui, insieme ad Hank, scoprono che in Mac c'è qualcosa che non va e, dopo avergli fatto fare degli accertamenti, si scopre che ha un problema neurologico, conseguenza di un incidente avuto tempo prima. Invece, Paige chiede ad Evan di prestarsi come finto fidanzato per un giorno, in quanto non vuole dire ai genitori che il suo ragazzo è Gram, molto più grande di lei. Evan si presta alla cosa, ma, a fine giornata si scopre realmente attratto da lei. Hank con Evan si reca a casa da Gram, dove scopre che quest'ultimo ha una patologia all'occhio e, dopo averlo operato con mezzi fortuiti, riesce a salvargli l'occhio e il futuro da fotografo. Hank va a cena con Emily e scopre che la donna ha molti lati da scoprire che gli interessano molto; successivamente si reca da Jill che le confessa che vorrebbe la HankMad nel suo studio. La giornata è finita e Hank mostra a Evan il suo regalo: una monovolume che non entusiasma Evan fino a che non scopre dei dettagli. Poco dopo, arriva Paige che confessa ad Evan che Gram se n'è andato senza di lei e che ha ancora bisogno di lui per la farsa con i suoi genitori.
- Guest star: Anastasia Griffith (Dr. Emily Peck), Ian Gomez (Mac), Brooke D'Orsay (Paige Collins), Anna George (Rubina Katdare), Tessie Santiago (Donna), Peter Strauss (Graham Barnes).

## Addio al celibato
- Titolo originale: The Hankover
- Diretto da: Jay Chandrasekhar
- Scritto da: Carol Flint, Jon Sherman

### Trama
Divya si risveglia con Jill in un taxi, in riva al mare, dopo aver bevuto parecchio il giorno prima. Hank, nel parco della villa di Boris, si risveglia su un'amaca con Emily, dopo aver passato con lei la notte. Evan si risveglia a bordo piscina e non trova la sua macchina che pensa gli sia stata rubata dalla ballerina e, affacciandosi dal balcone vede di sotto Raja senza sensi, cosparso di sangue. Sconvolto corre da Hank e gli dice che ha ucciso Raja.
24 ore prima: Evan pensa che Raja non sia adatto per Divya e chiede ad Hank di organizzare un addio al celibato per l'uomo. Divya intanto li raggiunge e porta Hank da un cliente, che Hank scopre poi essere un suo vecchio compagno delle medie che gli aveva fatto moltissimi scherzi. Finita la visita, Divya va con Jill alla sua festa per il matrimonio organizzata dalla madre. Qui, le cose non vanno per il meglio quando sua sorella, Saya, riesce a lasciare la "festa" per andare a raggiungere suo marito in aeroporto. Divya e Jill riescono poi a convincere la madre a lasciarle andare con Saya, ma Divya scopre che in realtà la sorella sta andando con il suo collega. Le ragazze così, decidono di divertirsi e di organizzare una festa per l'addio al nubilato di Divya. Intanto negli Hampton, Jill, Hank ed Evan prestano soccorso ad una ragazza che si è lussata una spalla e qui Evan prende un bigliettino di una spogliarellista. La sera, a casa di Boris, Evan ha organizzato una festa per Raja con Karma, la ballerina di lap dance, che si scopre essere poi la stessa ragazza con la spalla lussata. La festa va benissimo fino a quando la ragazza non porta Raja con sé in una stanza. Evan ha paura che il ragazzo stia tradendo Divya. Intanto Jill e Divya incontrano un tassista, Aristotele, che le porta a divertirsi. ma poi scoprono che quest'ultimo soffre di diabete e cercano di aiutarlo. Mentre sono in giro per la città, Divya viene chiamata da Saya e, una volta raggiunta, Divya riesce a salvare il collega di sua sorella, che poi scopre essere il suo amante, cosa che delude molto Divya. A casa da Boris, Karma si sta esibendo, quando, ballando, rompe il naso all'uomo curato inizialmente da Hank. La serata è finita sia per Divya sia per Raja e si torna al punto di partenza. Divya e Jill si svegliano in riva al mare e trovano Aristotele in crisi ipoglicemica dopo aver mangiato un dolce e subito corrono in ospedale dove riescono a salvarlo. A casa, Hank corre con Evan da Raja e si scopre che in realtà è svenuto con un cocktail in mano (quello che si credeva essere sangue) e non è caduto dal balcone. Successivamente, Emily e Hank fanno delle analisi all'amico di Hank e scoprono che l'uomo ha una spada dei soldatini conficcata nell'occhio e organizzano quindi un intervento. A casa da Hank, Divya trova il video della serata di Raja: Evan corre per evitare il peggio, ma i tre insieme lo guardano: Raja, nella stanza con la ballerina Karma non ha fatto altro che parlare di quanto ami Divya e, inoltre, ha offerto un lavoro alla ragazza.
- Guest star: Campbell Scott (Boris Kuester von Jurgens-Ratenicz), Bill Bellamy (Aristotele), Michael B. Silver (Ken Keller), Rupak Ginn (Rajan Bandyopadhyay), Anna George (Rubina Katdare), Poorna Jagannathan (Saya), Christine Evangelista (Michelle).

## Amici-nemici
- Titolo originale: Frenemies
- Diretto da: Wendey Stanzler
- Scritto da: Jack Bernstein

### Trama
I "potenti" in campo di sanità sembrano aver bocciato l'idea di Jill di aprire un'assistenza medica gratuita nel suo ospedale, ma Hank, fiducioso del progetto e della forza dell'opinione pubblica, non si scoraggia e, insieme a Jill, si reca da Jim, uno dei loro primissimi pazienti gratuiti che da qualche tempo si cura con l'interferone per l'epatite. Tornando indietro, Hank e Jill incontrano la dottoressa Blake, che sembra essere tra coloro i quali hanno bocciato l'idea di Jill. ma la donna, dispiaciuta, si avvicina ai due confessando a Jill che le sue parole sono state male interpretate e che lei è più che d'accordo con la sua idea. tanto che si propone come possibile aiuto al loro lavoro. Hank si reca a casa di uno dei suoi pazienti per controllare suo figlio che, dopo anni che non faceva niente per le allergie, sembra avere una reazione a qualcosa. Solo dopo Hank scoprirà che quello è il figlio della dottoressa Blake. Evan invece, dopo aver acconsentito all'incontro con i genitori di Paige, si trova a pranzo con loro quando, come al suo solito, si mette in un guaio, confessando al padre della ragazza il suo amore per la caccia, convinto di non venire messo alla prova in quanto non è periodo di caccia. L'uomo però, grazie alle sue conoscenze, riesce ad organizzare una battuta, durante la quale Evan non riesce a fare colpo su di lui, ma anzi, porta il padre a proporgli di non vedere più Paige in cambio di denaro, cosa che però verrà rifiutata da Evan. Intanto, prosegue la relazione tra Emily e Hank all'insaputa di Jill, la quale però comincia a sospettare qualcosa. Mentre i due sono insieme, Hank viene chiamato dal suo piccolo paziente: i suoi genitori sono svenuti improvvisamente. Hank si reca di corsa a casa da lui dove scopre che lo svenimento è stato causato da una fuga di gas che non ha colpito il bambino, grazie alla sua paura di dormire con la porta chiusa. L'indomani, il bambino confesserà, felice, ad Hank che la bambina che "ama" ricambia il suo amore. A fine giornata, Hank e Divya vanno da Jim per comunicarli che le sue analisi sono di gran lunga migliorate, rendendo l'uomo più felice che mai. La sera, mentre Evan è a casa afflitto per il suo amore per Paige non corrisposto, trova proprio la ragazza ad aspettarlo la quale, questa volta, gli chiede di uscire senza nessuna copertura.
- Guest star: Anastasia Griffith (Dr. Emily Peck), Brooke D'Orsay (Paige Collins), Bob Gunton (Generale William Collins), Bruce Altman (Jamie Zimmerman), Lisa Banes (Ellen Collins), Michael Mulheren (Jim Harper), Luke Trevisan (Jake Zimmerman), Marcia Gay Harden (Dr. Elizabeth Blair).

## La maledizione della lotteria
- Titolo originale: Whole Lotto Love
- Diretto da: Tawnia McKiernan
- Scritto da: Michael Rauch, Jessica Ball

### Trama
Una coppia ordinaria vince alla lotteria e decide così di trasferirsi negli Hampton comprando una casa che rispecchi la vita di quel luogo. La coppia si trova poi costretta a chiamare la Hank Med, dopo che Roy aiutando nel trasloco si è fatto male ad un polso. Tornati a casa, Evan confessa di essere rimasto male per l'ulteriore dimenticanza del padre riguardo al suo compleanno, ma, entrati, Hank insieme a tutti gli amici, Eddie compreso, fanno una sorpresa ad Evan per il suo compleanno. 
L'indomani, Hank e Divya vengono chiamati da un'altra ricca famiglia dove uno dei giovani proprietari della casa è preoccupato per una sua cameriera che sembra non stare tanto bene. Intanto Hank, tornando a casa, incontra Boris che è tornato da Cuba e informa l'amico che l'indomani verrà anche Dolores. L'indomani, Hank viene chiamato nuovamente sia da Roy sia dall'altro suo paziente, per cui delega Divya. Da Roy, grazie l'aiuto di Evan, scopre esserci una stanza esclusivamente per il loro pappagallo e così Hank collega i disturbi dell'uomo al volatile dandogli così delle medicine che nel giro di poco lo faranno stare meglio, permettendogli di vivere al meglio il rinnovo delle promesse con sua moglie. Divya invece, porta la donna in ospedale dove ha un'intensa conversazione con il ragazzo che, in qualche modo, rispecchia il suo essere. L'indomani, La ragazza incontra Jill che capisce che Divya ha passato la notte in ospedale senza però pensare a nient'altro. Hank intanto, scopre che Dolores è stata trattenuta a Cuba, creando una visibile sofferenza in Boris. È il momento del matrimonio di Roy, cui sono stati invitati tutti gli Hampton. Arrivati, Roy mostra evidenti sintomi ad Hank, dicendogli però che non vuole rinunciare a quel momento. La cerimonia inizia e sono presenti solo Hank, Divya, Evan e Jill. Solo dopo, durante il rinfresco, arriva Paige con tutti i suoi amici, rendendo felici gli sposi ed Evan, che capisce che la ragazza tiene veramente a lui. Tutto è andato per il meglio e, addirittura, Hank capisce che i sintomi di Roy dipendono da un'alimentazione sbagliata, rincuorando la coppia. Tornato a casa, Hank avverte il padre di stare lontano da Boris e, quando Eddie se ne sta andando, incontra proprio Boris che a sua volta lo informa di stare attento.
- Guest star: Henry Winkler (Eddie R. Lawson), Campbell Scott (Boris Kuester von Jurgens-Ratenicz), Brooke D'Orsay (Paige Collins), Brad William Henke (Roy), Angela Goethals (Ginnie), Patrick Heusinger (Adam Pierce), Saidah Arrika Ekulona (Tally).

## Il grande urlo
- Titolo originale: Big Whoops
- Diretto da: Michael Watkins
- Scritto da: Michael Rauch e Contance M. Burge

### Trama
Mentre Divya cerca di trovare una sua sostituta per la HankMed, Evan è alle prese con Emily che, a quanto pare, ha una relazione con suo fratello e cerca costantemente di "rubare" loro i pazienti dopo che ha creato un suo sito molto simile al loro. Hank convinto invece che Emily non lavora contro i suoi interessi, si reca con Divya a casa di un paziente, Stevie che scoprono poi essere un ufficiale giudiziario che ha confermato la chiusura dell'ambulatorio di Jill. Intanto, saltando questi problemi burocratici, provano a curare l'uomo che sembra avere qualche problema al fegato. Un altro paziente richiede i servizi della HankMed che, repentinamente si reca sul posto. Più tardi a casa, vista la necessità di avere un altro dottore nel gruppo, Divya propone di far collaborare Emily, cosa che entusiasma Hank, ma spiazza Evan, il quale però si calma appena scopre quali siano le intenzioni di Divya. Tornati dal loro paziente, che si scopre essere un importante medico, Hank e Divya vi trovano già Emily, che sta seguendo un corso privato con l'uomo. I dottori intanto, messi a conoscenza del fatto che l'uomo ha un enfisema dalla sua famiglia, visti i risultati delle analisi, pensano si tratti di una polmonite e così lo curano per quella per poterlo poi far partire con la sua famiglia. Il piano di Divya intanto sta dando i suoi frutti: vicini "sul campo di gioco" Hank ed Emily si scontrano e si allontanano. Mentre però Divya è al telefono, nota che anche la nipote del dottore tossisce come il nonno, cosa che li fa sospettare di una polmonite anche nella bambina, portandoli perciò a fare dei controlli su tutti. Nel mentre, Evan chiede aiuto anche a suo padre per cercare di combattere Emily e, nonostante noti un comportamento molto strano in Eddie R., Evan accetta di affidargli il problema che, più tardi, sembra essere riuscito a risolvere. Più tardi, Evan viene chiamato con urgenza da Divya e si trova costretto ad intervenire per andare a prendere Stevie: l'uomo ha avuto infatti una ricaduta e, arrivati in ospedale, insieme a Jill, scopre che l'uomo ha un'infezione all'appendice e viene operato. Più tardi, dopo aver menzionato il nome di Boris tra i benefattori dell'ambulatorio, Jill incontra la dottoressa Blair che la informa riguardo alla revoca dell'ingiunzione contro il suo ambulatorio. L'aver nominato però Boris, porta Jill di fronte proprio a quest'ultimo che, su tutte le furie, la informa che ha perso i suoi aiuti. Tornati ancora dal loro paziente, Hank, Divya ed Emily notano che l'uomo ha uno sfogo sul petto e, capendo di cosa si tratta, corrono dalla famiglia che sta partendo e bloccano tutto: la loro bambina ha infatti la pertosse, che ha poi attaccato al nonno. Ora tutto è risolto e, nonostante i piani di Divya, Hank ed Emily non si sono lasciati. Evan, dopo essere uscito con Paige, decide di seguire suo padre e scopre che si incontra con uno strano uomo in un parcheggio isolato.
- Guest star: Henry Winkler (Eddie R. Lawson), Campbell Scott (Boris Kuester von Jurgens-Ratenicz), Anastasia Griffith (Dr. Emily Peck), John Amos (Harrison Phillips), Michael Rapaport (Stanley), Renée Elise Goldsberry (Mrs. Phillips), Peter Parros (Ted Phillips), Marcia Gay Harden (Dr. Elizabeth Blair).

## Attacchi di panico
- Titolo originale: Open Up Your Yenta Mouth and Say Ah
- Diretto da: Ken Whittingham
- Scritto da: Andrew Lenchewski

### Trama
Hank sta facendo colazione con Jill che le racconta di come Boris si sia arrabbiato con lei quando, improvvisamente, una donna le cade addosso e, con mezzi fortuiti, Hank la ingessa. Intanto, Divya si reca di nuovo a casa di Adam, il ragazzo che ha donato un rene alla sua cameriera seguito da Hank Medical, e dai controlli e emerge che vi sono valori un po' troppo alti di potassio nel sangue. 
Hank intanto, si trova ancora da A.J., la donna del bar che, a quanto pare, ha continui svenimenti dei quali però non c'è traccia negli esami. Durante i loro incontri, Hank nota che la donna le fa moltissime domande riguardo a tutti gli abitanti degli Hampton, alle quali però Hank non risponde.
Evan, intanto, passa una giornata con Paige la quale gli chiede di incontrare il padre e, dopo avergli mostrato un assegno, lo informa che vuole aiutarlo a risolvere i problemi finanziari di Eddie, padre di Hank ed Evan. Evan però non vuole e decide che è giunto il momento di parlarne con Hank e i due decidono a loro volta di parlarne con Eddie. A pranzo, Evan ed Hank vengono invitati da loro padre a mangiare insieme e lì, insieme alla signora Newberg, con cui, comunica ai figli, andrà a vivere insieme. Proprio mentre stanno facendo l'annuncio, Eddie ha un attacco che costringe Hank a portarlo fuori, mentre Evan nota che al bar c'è lo stesso uomo che (nell'episodio precedente) ha visto assieme al padre in un parcheggio. L'indomani, dopo i controlli fatti al padre, l'uomo confessa loro di avere dei problemi con degli strozzini, ai quali ha chiesto aiuto per restituire a loro i soldi sottratti.
Nel pomeriggio, A.J. si reca alla Hank Medical, dove conosce Evan, ma, non appena Hank torna a casa, scopre di aver sbagliato luogo dell'appuntamento e se ne va. Hank intanto viene chiamato da Boris e qui vi trova Marisa. La donna dopo la detenzione in carcere si è indebolita molto e, durante i controlli Hank scopre che è incinta, all'insaputa però di Boris. Più tardi, mentre sono a casa, Hank ed Evan ricevono l'invito a casa di Boris, cosa che entusiasma molto Evan. Il ragazzo, dopo aver presentato Paige a suo padre, comincia così a prepararsi per fare bella figura con Boris.
Divya intanto, continua i controlli su Adam, ma, mentre i due stanno ultimando l'ultimo test, il ragazzo ha una crisi, che costringe Divya a portarlo in ospedale. Dopo qualche incomprensione, Divya cede e i due si baciano, cosa che sconvolge l'equilibrio di Divya, che trova Jill ancora una volta pronta a sorreggerla.
È arrivato il momento dell'incontro con Boris al quale si presenta anche Eddie. Ora i tre si trovano di fronte a Boris ed Evan è veramente felice della cosa. Eddie vorrebbe cominciare a parlare, ma Boris lo blocca e informa Hank ed Evan che, dopo dovuti controlli, ha scoperto che il padre è un truffatore ed è stato condannato a una pena pluriennale, aggiungendo altri particolari che sconvolgono i ragazzi. Conclude dicendo che, per sicurezza, ha fatto controlli anche su loro due per scoprire se erano o meno coinvolti degli affari del padre e, con sorpresa dei due, si presenta A.J., cui vero nome è Katherine, che porta dei documenti che mostrano l'innocenza e il non coinvolgimento dei ragazzi. Ora, è arrivato il turno di Eddie di parlare, ma l'uomo ha un nuovo attacco: questa volta sembra essere un infarto.
- Guest star: Henry Winkler (Eddie R. Lawson), Campbell Scott (Boris Kuester von Jurgens-Ratenicz), Brooke D'Orsay (Paige Collins), Rena Sofer (AJ), Paola Turbay (Dr. Marissa Caseras), Patrick Heusinger (Adam Pierce), Christine Ebersole (Ms. Newberg).

## Il Torneo di Golf
- Titolo originale: Mulligan
- Diretto da: Michael Rauch
- Scritto da: Michael Rauch e Jon Sherman

### Trama
Dopo essersi ripreso dall'infarto, Eddie decide di essere sincero con i propri figli, ma, dopo una strana cartella che Boris gli ha dato, Evan decide di fare delle ricerche sul suo conto da solo. Intanto, Hank e Divya si tengono occupati prestando aiuto sul campo di golf dove, anche Jill, sta disputando un torneo di beneficenza per l'ospedale. Al torneo, Jill partecipa in coppia con Jack O'malley, campione del golf che, però, è affetto dal morbo di Dupuytren, come lo stesso Hank ha notato. Per aiutarlo senza chirurgia, il medico prova una nuova crema che, dopo un inizio non confortante, sembra dare i suoi effetti. Durante una partita, nello spostarsi da un campo all'altro, Jack e Jill finiscono coinvolti in un incidente, nel quale la donna subisce una brutta botta.
Intanto, le ricerche di Evan lo conducono alla verità e, parlando poi con Boris, capisce che è meglio far allontanare il padre da quel posto.
L'indomani al campo, dopo aver vinto la sfida, Jill ha uno svenimento che allerta Hank il quale, dopo averla visitata, capisce che dietro tutto c'è il morso di un ragno al quale riesce a rimediare con un antibiotico. 
L'indomani, tristi per l'imminente addio di Divya che intanto partirà per Londra, spinta anche dal bacio con Adam, la famiglia Lawson si ritrova riunita in spiaggia, ma, nonostante le parole di Evan, Eddie non vuole lasciare gli Hampton e, anzi, inizia a svelare ai figli tutte le bugie che ha raccontato loro durante gli anni.
- Guest star: Henry Winkler (Eddie R. Lawson), Campbell Scott (Boris Kuester von Jurgens-Ratenicz), Amy Sedaris (Nan), David Costabile (Dick), Patrick Heusinger (Adam Pierce), Matt Servitto (Procuratore di Eddie), Tom Cavanagh (Jack O'Malley).

## Il Reality Show
- Titolo originale: Pit Stop
- Diretto da: Matthew Penn
- Scritto da: Jack Bernstein e Jessica Ball

### Trama
Chiamato da Jill, Hank si ritrova a prestare soccorso a Brooke, una ragazza che, dopo una brutta botta in testa, ha perso i sensi in acqua. L'intervento dell'uomo, viene repentinamente ripreso dalle telecamere del reality show di cui fa parte la ragazza che vuole Hank nel programma. Continuando a prestare soccorso allo show, Hank nota degli strani sintomi in un altro ragazzo, Craig, di cui decide di occuparsi Divya, tornata pochi giorni prima da Londra.
Intanto Hank si occupa anche di Marisa, la donna di Boris, che, da qualche giorno, ha una strana febbriciattola che porta il medico a farle tutte le analisi. Appresi i risultati, risulta che la donna ha contratto la toxoplasmosi durante la detenzione a Cuba, malattia che preoccupa per le sorti del feto. In ansia, Hank sottopone la paziente a nuovi test che insospettiscono Boris il quale però, non riceve nessuna delucidazione dal medico.
Diviso su due fronti invece, si trova Evan che da un lato deve affrontare dei problemi tra lui e Paige e, sul campo lavorativo, si trova a dover fronteggiare la proposta fatta da Emily, dopo che le è stato offerto il posto di Divya: la donna infatti vorrebbe far entrare la Hank Med in un franchising.
Intanto, tra la troupe dello show le cose sembrano andare per il meglio fino a quando un'altra ragazza manifesta i sintomi del botulismo che ha colpito Craig: insospettiti dagli elementi comuni, solo grazie le intuizioni di Divya Hank e Jill risalgono al capo del problema, mossa che lascia senza parole Evan e, allo stesso tempo, speranzoso per un futuro ritorno dell'amica nell'équipe della Hank Med.
- Guest star: Campbell Scott (Boris Kuester von Jurgens-Ratenicz), Anastasia Griffith (Dr. Emily Peck), Brooke D'Orsay (Paige Collins), Paola Turbay (Dr. Marissa Caseras), Eddie Shin (Tony Lee), Eric Morris (Kyle), Liz Holtan (Mikell), Melissa Fumero (Brooke).

## Una storia di violini
- Titolo originale: A History of Violins
- Diretto da: Dennie Gordon
- Scritto da: Jon Sherman, Carol Flint (sceneggiatura), Alex Douglas, Jon Sherman e Carol Flint (soggetto)

### Trama
Dopo essere riuscito a farsi perdonare da Paige, Evan viene invitato dalla ragazza a trascorrere una giornata a casa sua con il Generale. Arrivato, Evan ascolta una strana conversazione che, successivamente, gli permette di capire che il Generale è interessato a una carriera politica, a patto che il popolo lo voglia. Mentre è nella casa di Paige, Evan si accorge che i vicini sono la famiglia della nuova paziente di Hank: il medico infatti, sta curando la figlia della coppia, Natalie, che, a causa del tanto cantare, ha forti mal di gola. Le due famiglie a causa della musica alta della ragazza e delle pretese del Generale riguardo ad un vecchio capanno non sono in ottimi rapporti, tanto che all'esplosione dello stesso capanno, subito la famiglia non tarda ad accusare il Generale.
Intanto, Emily, alle spalle di Hank, cura suo padre, che sta cercando di ottenere un certificato che gli eviti la prigione. Solo dopo, Eddie chiarirà con il figlio, confessandogli di averlo fatto per avvicinare lui ed Emily, azioni che però hanno avuto effetto contrario: i due infatti, hanno interrotto la loro relazione a causa di idee contrastanti riguardo al futuro.
Chiamato dalla piccola paziente, intanto, Hank capisce che, alla base della malattia della ragazza, non c'è un batterio, bensì l'antrace, entrato in contatto con la ragazza tramite le pelli fatte dal Generale per i suoi animali, la stessa pelle di rivestimento dei tamburi. Intanto, Evan si trova costretto a richiedere l'aiuto del fratello per le condizioni del Generale che, a seguito del fortuito incendio del capanno da lui stesso causato, è rimasto vittima di contaminazione chimica. Alla fine, tutti si ritrovano in ospedale riuscendo ad instaurare un rapporto civile.
Divya, intanto, preoccupata delle condizioni di Adam, chiede aiuto ad Hank, che le impedisce di curarlo. Troppo presa dal caso, e dal ragazzo, Divya pensa addirittura di controllare se lei stessa, eventualmente, potrà donare un rene al ragazzo, trovando anche Jill non molto d'accordo.
L'indomani, dopo aver avuto una lunga conversazione con Hank, Divya decide di andare da Adam, scoprendo però che il ragazzo è partito per il Perù.
Intanto, a causa di una dichiarazione di Evan, il Generale si trova costretto ad entrare in politica a causa del forte consenso trovato nel popolo e, durante la festa in suo onore, chiama a suonare proprio la piccola Natalie.
- Guest star: Henry Winkler (Eddie R. Lawson), Brooke D'Orsay (Paige Collins), Anastasia Griffith (Dr. Emily Peck), Bob Gunton (Generale William Collins), Arija Bareikis (Madre di Natalie), Paul Fitzgerald (Padre di Natalie), Patrick Heusinger (Adam), Sami Gayle (Natalie), Saidah Arrika Ekulona (Tally).

## Colpo di fulmine
- Titolo originale: Astraphobia
- Diretto da: Ed Fraiman
- Scritto da: Andrew Lenchewski e Stuart Feldman

### Trama
La HankMed viene chiamata in un parco vicino alla città per soccorrere un piccolo scout inciampato nell'edera velenosa. Mentre sono al campo, torna il ranger, Pitt frastornato che non ricorda niente della sera precedente. Preoccupati per le sue condizioni, Hank e Divya cominciano degli accertamenti mentre Evan, terrorizzato dall'imminente temporale di fine estate, incontra Stacey, un'"acchiappa tempeste" in cerca dell'apicentro della prossima tempesta. Durante le sue ricerche, si imbatte nella HankMed per farsi togliere un gesso che però, dopo la lettura delle lastre, fa sorgere dei dubbi in Divya ed Hank. I due intanto, hanno scoperto che Pitt è stato colpito da un fulmine, cosa che attira molto l'interesse di Stacey, facendola avvicinare all'uomo. Intanto, anche Jill e Hank si riavvicinano tanto che decidono di uscire a cena insieme. Mentre stanno per andare al ristorante, però, Hank riceve la chiamata di Pitt, grazie alla quale Hank riesce a salvargli la vita. Giunto in tempo sul posto, grazie anche all'aiuto di Stacey, Hank riesce a chiamare l'ambulanza e a far trasportare i due in ospedale, mentre però, insieme a Jill, rimane bloccato nel bosco a causa della tempesta. Intanto a casa, impaurito dalla potenza della tempesta, Evan è rimasto solo con Divya, la quale riesce a capire che dietro la mancata calcificazione delle ossa di Stacey c'è una malattia facilmente curabile. L'indomani, data la notizia sia a Pitt sia a Stacey, grazie al gps dato da Evan sia a Divya sia a Hank, lui e l'amica riescono a trovare il medico che, grazie al kit di pronto soccorso datogli da Hank, è riuscito a sopravvivere alla tempesta insieme a Jill.
- Guest star: Jim Gaffigan (Pete Stanbleck), Jaime Ray Newman (Stacey Saxe).

## Sette giorni su sette
- Titolo originale: Fight or Flight
- Diretto da: Michael Rauch
- Scritto da: Michael Rauch e Constance M. Burge (soggetto), Aubrey Villalobos, Michael Rauch e Constance M. Burge (sceneggiatura)

### Trama
Lo scorso inverno una coppia di amici, Henry e Jess, stava andando al lavoro quando lui, improvvisamente, cadde a terra. Portato di corsa in ospedale, toccherà ad Hank informare Jess che l'amico è morto.
Oggi, mentre Divya si divide tra il matrimonio e il lavoro, accompagna Hank a casa di una nuova paziente: arrivati lì, Hank ricollega la donna a Jess Walsh. Durante la visita, Jess confessa ai dottori che, per paura di finire come Henry, aveva cambiato completamente stile di vita, rinunciando così in breve tempo al suo lavoro e allontanandosi da ogni tipo di stress. Jess prendeva diversi farmaci senza prescrizione, come ansiolitici, sonniferi, insieme ad una bella dose di caffè. Messi a conoscenza del fatto che la ragazza non aveva ricevuto prescrizioni mediche, Jank e Divya sospettano che la causa del malore sia proprio l'aver smesso di colpo a prenderle. L'indomani però, mentre Divya sta prendendo lezioni di volo da Jess per cercare qualcosa che l'avvicini di più a Raj, Jess ha un malore che obbliga Divya ed Hank a fare nuove analisi.
Intanto, Hank deve affrontare anche la gravidanza di Marisa la quale, dopo averlo confessato a Boris si ritrova sola in quanto l'uomo non ne vuole sapere.
Evan, continuando la sua storia con Paige, si rende conto di non aver mai dormito con lei, ma la ragazza, imbarazzata, gli confessa di russare. Nonostante l'avvertimento, Evan vuole dormire con lei ma, a dispetto delle sue aspettative, non riesce a chiudere occhio proprio per il russare della ragazza, cosa che va avanti per diversi giorni, nonostante vari tentativi per ovviare al problema.
Intanto, è arrivato il giorno della festa di Divya e Raj per il loro fidanzamento. Tutto va per il meglio, fino a quando Raj non confessa alla ragazza che il matrimonio è anche un modo per far risollevare l'azienda del padre e che, per aiutarlo, non potranno avere la loro luna di miele, cosa che manda su tutte le furie Divya, facendole sfuggire la scomoda verità di aver baciato un suo paziente.
L'indomani, Hank riceve una nuova chiamata da Jess che, fortunatamente si risolve con facilità, ma altri problemi si presentano nel pomeriggio, costringendo Hank a portarla in ospedale per nuovi accertamenti. Lì, scoprono che la ragazza ha un tumore benigno, ma che, rimuovendolo, tornerà tutto come prima.
La sera, Evan e Paige chiedono un parere ad Hank per il problema del russare, e capiscono che, a parte non mangiare latticini, ci sarebbe bisogno di un intervento chirurgico. La sera, però, Evan che non riesce dormire, si rende conto che Paige russa molto meno grazie al consiglio di Hank, e in seguito quando Paige si alza di notte e scopre Evan che non riesce a dormire, lui le dice che la ama.
L'indomani, Hank ed Evan stanno tornando a casa, quando vedono un trasloco in atto e ipotizzano che sia di Marisa. Arrivati a casa loro però, scoprono che il trasloco indetto da Boris non è di Marisa, bensì il loro.
- Guest star: Campbell Scott (Boris Kuester von Jurgens-Ratenicz), Brooke D'Orsay (Paige Collins), Paola Turbay (Dr. Marissa Caseras), Rupak Ginn (Rajan Bandyopadhyay), Poorna Jagannathan (Saya), Julianne Nicholson (Jess Walsh), Kahan James (Harry Marsten).

## Un giro di tango
- Titolo originale: Listen to the Music
- Diretto da: Constantine Makris
- Scritto da: Andrew Lenchewski

### Trama
Dopo essere stati sfrattati da Boris, Hank ed Evan trovano ospitalità dal padre il quale però, a causa della denuncia sporta contro di lui dallo stesso magnate russo, dovrà scontare un periodo in carcere.
Intanto Divya e Raj, cercando di superare il bacio di Divya ad Adam, frequentano un corso di tango da Nico, un ex paziente della HankMed. Durante le lezioni, i due futuri sposi si rendono conto che quello non è il loro destino, ma solo un loro dovere. Mentre Divya sta ballando con Nico per capire i passi, nota in lui una strana tosse che, però, l'uomo non vuole farsi curare per non distogliere l'attenzione dal tango.
Jill riceve la visita di Ben, un benefattore che si occupa della sclerosi multipla poiché anch'egli affetto. Durante il colloquio, l'uomo fa una proposta di lavoro irrinunciabile alla donna che, a questo punto, si trova costretta a lasciare gli Hampton, e Hank.
Durante i festeggiamenti per l'addio di Divya, con sorpresa, Evan le confessa che prenderanno parte al matrimonio anche lui e Paige e, poco dopo, durante una conversazione riguardante loro padre, Hank ed Evan si lasciano scappare delle confessioni, ignari del fatto che il padre li stia ascoltando. Partendo proprio da quelle parole, Eddie decide di andare da Boris per chiedergli di aiutarlo a non andare in prigione e l'uomo, per il bene dei ragazzi, decide di aiutarlo.
Intanto, Jill e Hank sono ad un convegno tenuto da Ben quando improvvisamente, l'uomo si sente male e, mentre Hank lo sta curando, lo informa che probabilmente non ha la sclerosi multipla bensì la malattia di Lyme.
A casa, Evan e Hank trovano la macchina di Boris ad aspettare il padre, ma dopo un discorso dei figli, l'uomo decide di andare con loro e di non fuggire.
Nel mentre, Divya e Raj vanno per l'ultima lezione di tango quando trovano Nico a letto, malato. Mentre lo sta assistendo, Divya si rende conto che la situazione è grave e lo porta in ospedale, dove scopre che ha la polmonite.
L'indomani, Hank è in grado di confermare la sua diagnosi a Ben che, colpito e felice della notizia, offre un posto anche al suo nuovo amico che, però, rifiuta. Evan e Paige partono per Londra per poi girare l'Europa, con la benedizione di Hank, importante per il ragazzo.
Mentre Divya e Raj stanno per entrare in aeroporto, la ragazza riceve la chiamata di Hank che la informa delle reali condizioni di Nico, impedendo loro di partire: l'uomo infatti, non ha la polmonite, bensì la peste, cosa che porta i due ad essere messi in quarantena. Messo al corrente della situazione, Raj entra nel panico, ma grazie a Divya riesce a calmarsi. Rimasti soli e in quarantena, Raj capisce che dovranno rimandare il matrimonio, mentre Divya lo informa delle sue reali intenzioni: il matrimonio sarà annullato, perché la peste è un segno del destino.
- Guest star: Henry Winkler (Eddie R. Lawson), Campbell Scott (Boris Kuester von Jurgens-Ratenicz), Brooke D'Orsay (Paige Collins), Paola Turbay (Dr. Marissa Caseras), Rupak Ginn (Rajan Bandyopadhyay), Will Chase (Benjamin Richards), Gilles Marini (Niko), John Legend (Se stesso).